# Província de Călărași
La província de Călărași (IPA: [kə.lə.'raʃʲ]) és un județ, una divisió administrativa de Romania, a Muntènia, amb capital a Călărași.

## Límits
- Província de Constanța a l'est.
- Província d'Ilfov i província de Giurgiu a l'Oest.
- Província de Ialomița al nord.
- Bulgària al sud - província de Silistra i província de Ruse.

## Demografia
El 2002, tania una població de 324,617 i una densitat de població de 64 h/km².
- Romanesos - 95%[1]
- Rroma, i altres.

| Any  | Població |
| ---- | -------- |
| 1948 | 287,722  |
| 1956 | 318,573  |
| 1966 | 337,261  |
| 1977 | 338,807  |
| 1992 | 338,804  |
| 2002 | 324,617  |

## Divisió Administrativa
La província té 2 municipalitats, 3 ciutats, i 48 comunes.

### Municipalitats
- Călărași
- Oltenița

### Ciutats
- Budești
- Fundulea
- Lehliu Gară

### Comunes
| - Alexandru Odobescu - Belciugatele - Borcea - Căscioarele - Chirnogi - Chiselet - Ciocănești - Curcani - Cuza Vodă - Dichiseni | - Dor Mărunt - Dorobanțu - Dragalina - Dragoș Vodă - Frăsinet - Frumușani - Fundeni - Grădiștea - Gurbănești - Ileana | - Independența - Jegălia - Lehliu - Luica - Lupșanu - Mânăstirea - Mitreni - Modelu - Nana - Nicolae Bălcescu | - Perișoru - Plătărești - Radovanu - Roseți - Sărulești - Sohatu - Spanțov - Șoldanu - Ștefan cel Mare - Ștefan Vodă | - Tămădău Mare - Ulmeni - Ulmu - Unirea - Valea Argovei - Vasilați - Vâlcelele - Vlad Țepeș |